# Roccia serbatoio
La roccia serbatoio, chiamata in gergo petrolifero reservoir dal suo termine in lingua inglese, è quella roccia che contiene nel sottosuolo gli idrocarburi ed è  in grado sia di trattenerli, quando è sovrastata da una roccia impermeabile, che di cederli permettendo il loro flusso entro un pozzo perforato fino ad essa. Una roccia per costituire un serbatoio deve possedere due ben precise caratteristiche, la porosità e la permeabilità.
Le rocce serbatoio sono quasi esclusivamente di origine sedimentaria e vengono distinte in rocce di natura clastica come arenarie, ghiaie e conglomerati che costituiscono circa il 60% dei reservoir petroliferi conosciuti e rocce di deposizione carbonatica come calcare e dolomia, e biochimiche come le rocce calcaree costituite da sedimenti di scogliera biocostruita e di piattaforma carbonatica che costituiscono circa il restante 40% dei reservoir. Eccezionalmente si conoscono alcuni casi di rocce serbatoio di diversa natura litologica: vulcanica o di roccia ignea, che tuttavia numericamente costituiscono una frazione trascurabile, per quanto scientificamente interessante, dei reservoir conosciuti.